# Saint-Sorlin-en-Valloire
Saint-Sorlin-en-Valloire település Franciaországban, Drôme megyében. Lakosainak száma 2237 fő (2022. január 1.). Saint-Sorlin-en-Valloire Anneyron, Châteauneuf-de-Galaure, Épinouze, Hauterives, Manthes és Moras-en-Valloire községekkel határos.

## Népesség
A település népessége az elmúlt években az alábbi módon változott:
| Lakosok száma | 1349 | 1403 | 1452 | 1781 | 2209 | 2233 | 2268 | 2254 | 2247 | 2237 |
|               | 1968 | 1982 | 1990 | 2006 | 2013 | 2015 | 2017 | 2019 | 2020 | 2022 |